# Lepidozona iyoensis
Lepidozona iyoensis is een keverslakkensoort uit de familie van de Ischnochitonidae. De wetenschappelijke naam van de soort is voor het eerst geldig gepubliceerd in 1929 door Is. & Iw. Taki.